# (23114) 2000 AL16
(23114) 2000 AL16 è un asteroide troiano di Giove del campo greco. Scoperto nel 2000, presenta un'orbita caratterizzata da un semiasse maggiore pari a 5,184487 UA e da un'eccentricità di 0,051834, inclinata di 1,956969° rispetto all'eclittica.